# Louise Homer

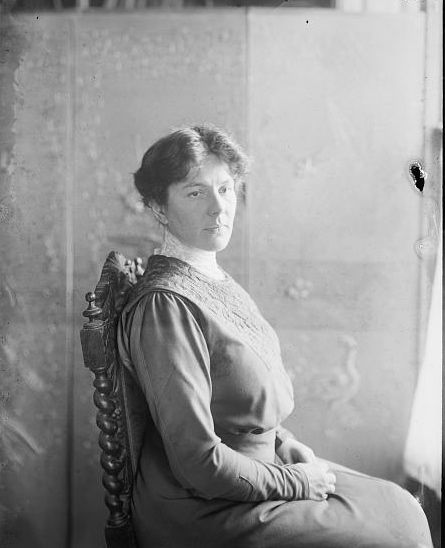
Louise Homer

Louise Beatty Homer, geborene Louise Dilworth Beatty (30. April 1871 in Pittsburgh, Pennsylvania – 6. Mai 1947 in Winter Park, Florida) war eine US-amerikanische Opernsängerin der Stimmlage Alt. Ihre größten Erfolge feierte sie an der Metropolitan Opera in New York, deren Ensemble sie mehr als 20 Jahre angehörte, sowie in Boston, Chicago, San Francisco und Paris.

## Leben und Werk
Louise Dilworth Beatty wuchs in einer Landgemeinde nahe Pittsburgh in einem presbyterianischen Pfarrhaus auf. Sie hatte sieben Geschwister. Ihr Vater starb, als sie elf Jahre war. Ihre Mutter zog mit den Kindern zu Verwandten nach West Chester, Pennsylvania. Die Kinder sangen im Kirchenchor. Louise Beatty wollte eigentlich ihre Stimme ausbilden lassen, arbeitete jedoch als Sekretärin und Gerichtsstenographin, um die Familie zu unterstützen. Mit 23 Jahren jedoch ging sie zwecks Gesangsstudiums zuerst nach Philadelphia und dann nach Boston. Kurze Zeit war sie als Vaudevilledarstellerin in Neu-England tätig. Einer ihrer Lehrer, der Komponist Sidney Homer (1864–1953), besuchte mit ihr erstmals eine Oper, in der strenggläubigen Familie waren derartige Vergnügungen verpönt. 1895 heiratete sie Homer, bekam ein Kind und ging mit Mann und Kind nach Paris. Dort setzte sie ihre Studien bei Fidèle König und Paul Lhérie, dem ersten Don José, fort. Am 5. Juni 1898 debütierte sie in Vichy als Léonor in Donizettis La favorite. In der Wintersaison war sie in Angers zu sehen und zu hören, wenig später am Opernhaus Covent Garden in London und am Théâtre Royal de la Monnaie in Brüssel. In London übernahm sie 1899 die Lola in Cavalleria rusticana und die Amneris in der Aida, 1900 die Maddalena im Rigoletto und die Ortrud im Lohengrin. Danach kehrte sie in die Vereinigten Staaten zurück. Von 1900 bis 1919 gehörte sie dem Ensemble der Metropolitan Opera in New York an, deren gefeierte Sopranistin Nellie Melba über sie sagte: „the world's most beautiful voice“. Ihre große samtene Stimme kam bestens bei Verdi und Wagner zur Geltung, sie sang aber auch eine Reihe von Opern des französischen Faches, beispielsweise den Pagen Urbain in Meyerbeers Hugenotten oder die weibliche Titelrolle in Saint-Saëns’ Samson und Dalila. Mehrfach wurde die Sängerin in Werken zeitgenössischer Komponisten besetzt, etwa am 31. Januar 1906 in der Uraufführung The Pipe of Desire von Frederick Converse oder im folgenden Jahr in der amerikanischen Erstaufführung von Francesco Cileas Adriana Lecouvreur. Als bevorzugte Partie nannte sie die Amneris, doch fanden sich in ihrem Repertoire zahlreiche weitere Rollen des italienischen Faches. Am 11. Februar 1907 zählte sie zur legendären Besetzung der Met-Premiere von Madame Butterfly, in Anwesenheit des Komponisten, mit Farrar, Caruso, Scotti, Homer. Sie sang die Suzuki. Zwei Jahre später übernahm sie – zur Eröffnung des neu erbauten Opernhauses von Boston – die Laura in Ponchiellis La Gioconda.
Als 1909 ihre französische Fachkollegin Marie Delna (1875–1932) für eine Spielzeit an die Met verpflichtet wurde, soll das New Yorker Publikum zu erkennen gegeben haben, dass es die Rollengestaltung der Homer in der Gluckschen Oper Orpheus und Euridike vorzog. Louise Homer hatte den Orpheus soeben unter Leitung von Arturo Toscanini gesungen und alternierte mit der französischen Kollegin. Marie Delna vermutete eine Intrige und rasch machten die New Yorker Zeitungen die Rivalität der beiden Sängerinnen zum Thema. Die Auseinandersetzung verlagerte sich schließlich nach Paris, wo Louise Homer als Amneris gastierte und Marie Delna Missfallenskundgebungen organisierte, die den Erfolg der Kollegin jedoch nicht verhindern konnten. Zurück in New York übernahm die Sängerin die Hexe in der Erstaufführung von Engelbert Humperdincks Königskinder und 1910 gastierte sie auch erneut in Paris – als Brangäne in Tristan und Isolde an der Grand Opéra. Am 14. März 1912 sang sie die Titelpartie in der Uraufführung von Horatio Parkers Novität Mona.

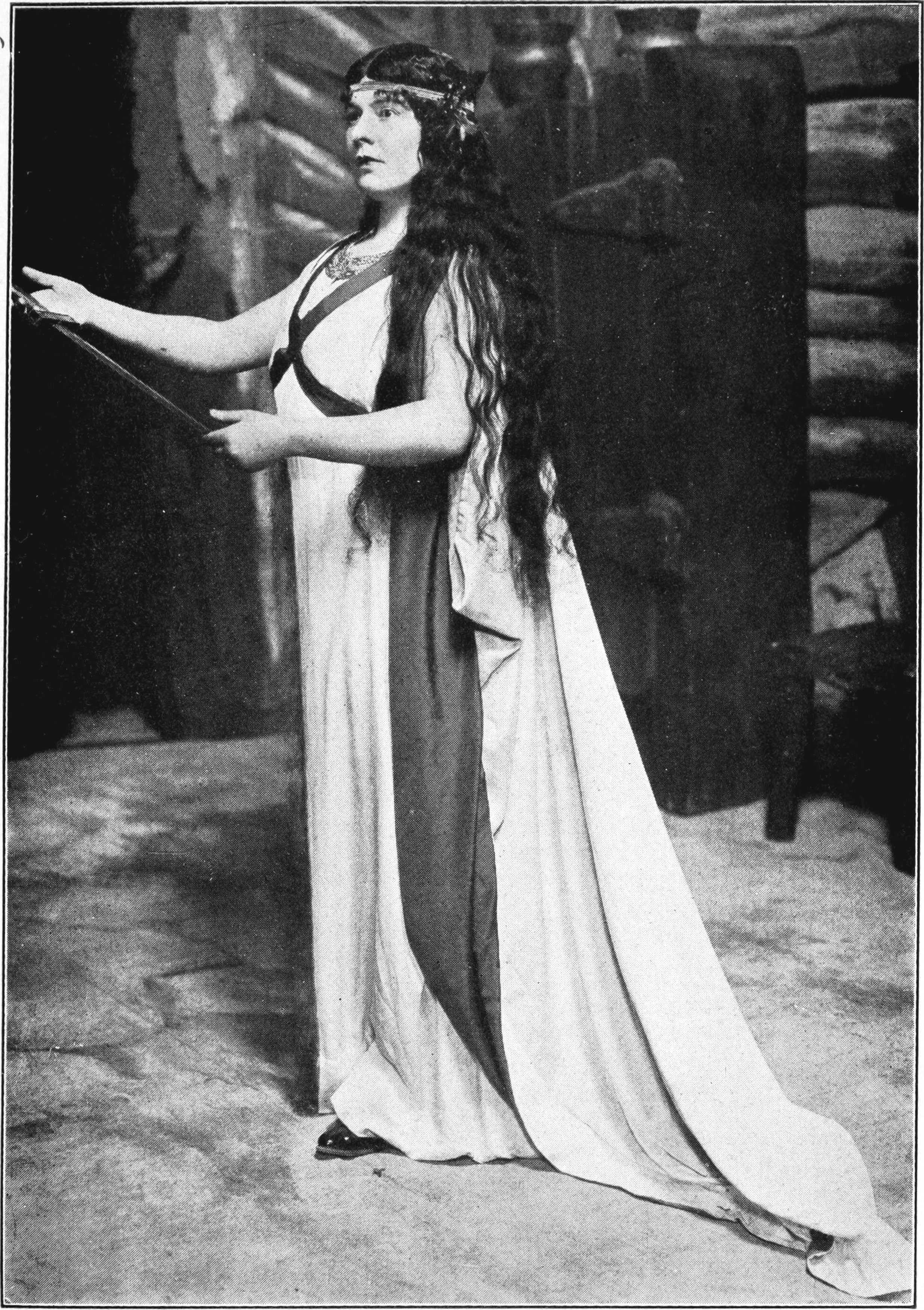
Mona 1912
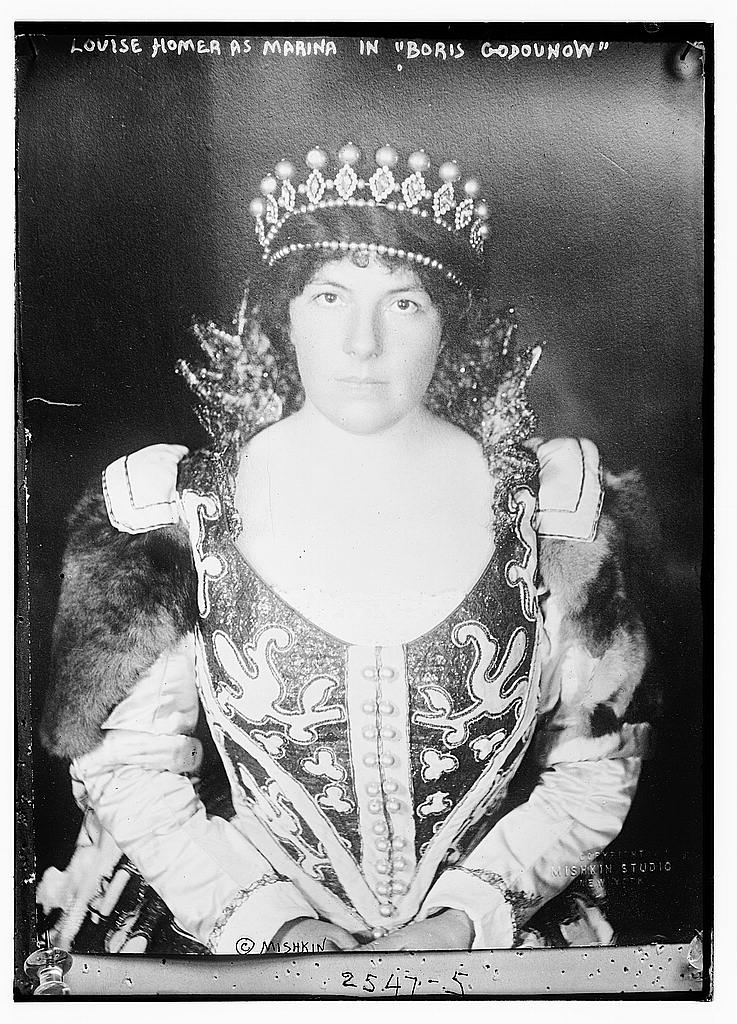
Marina 1913
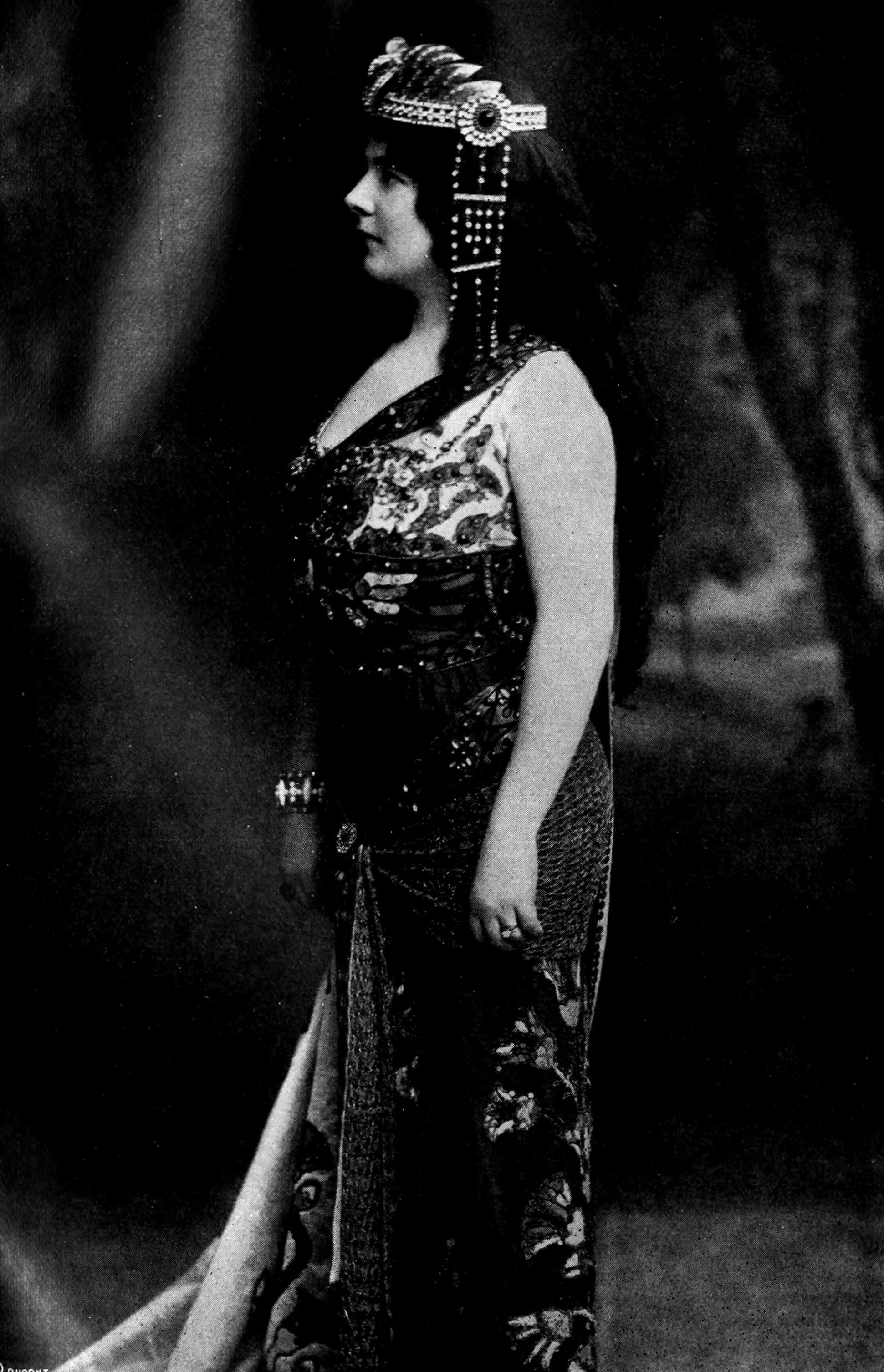
Amneris 1915

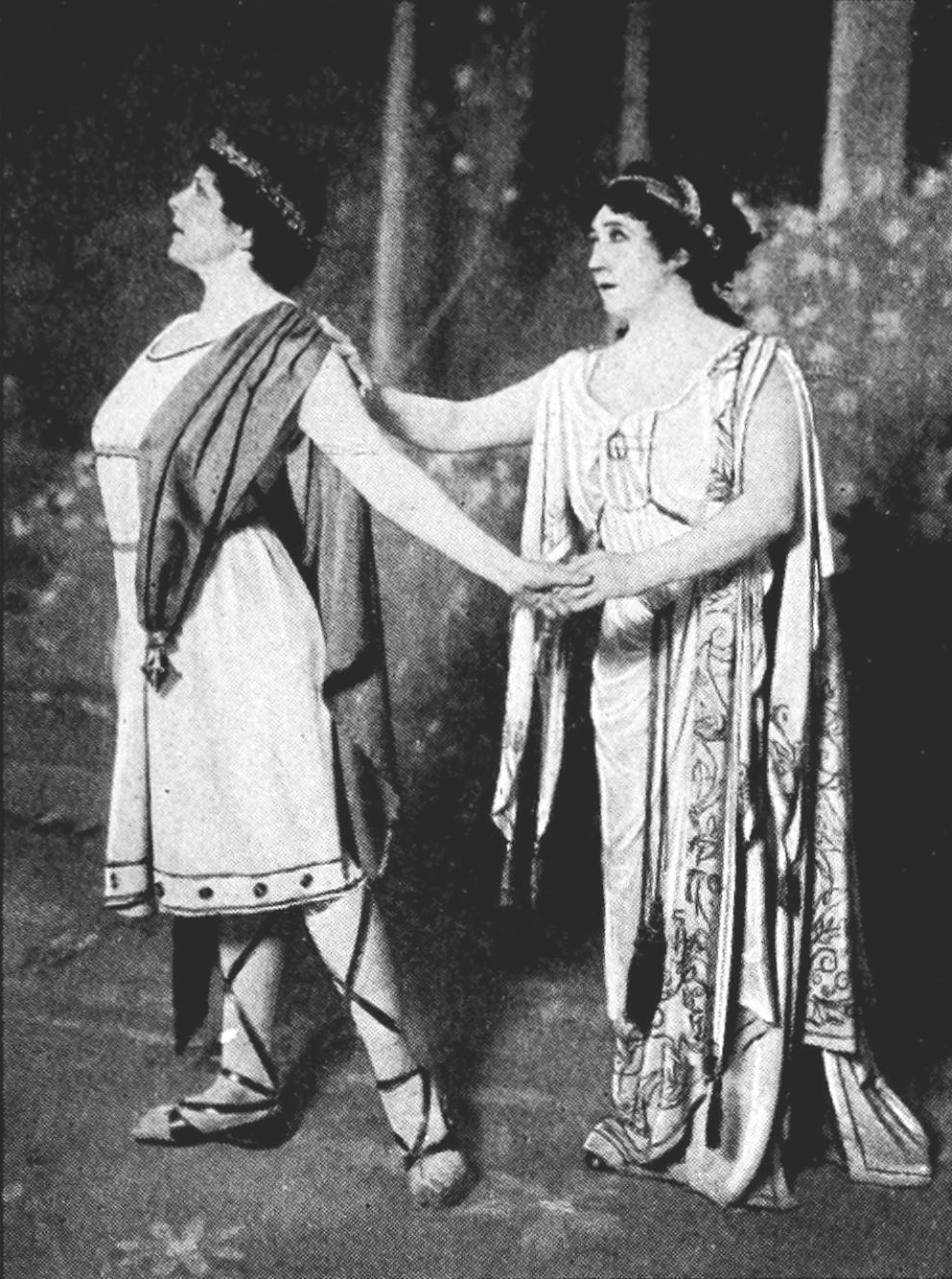
Orpheus 1917
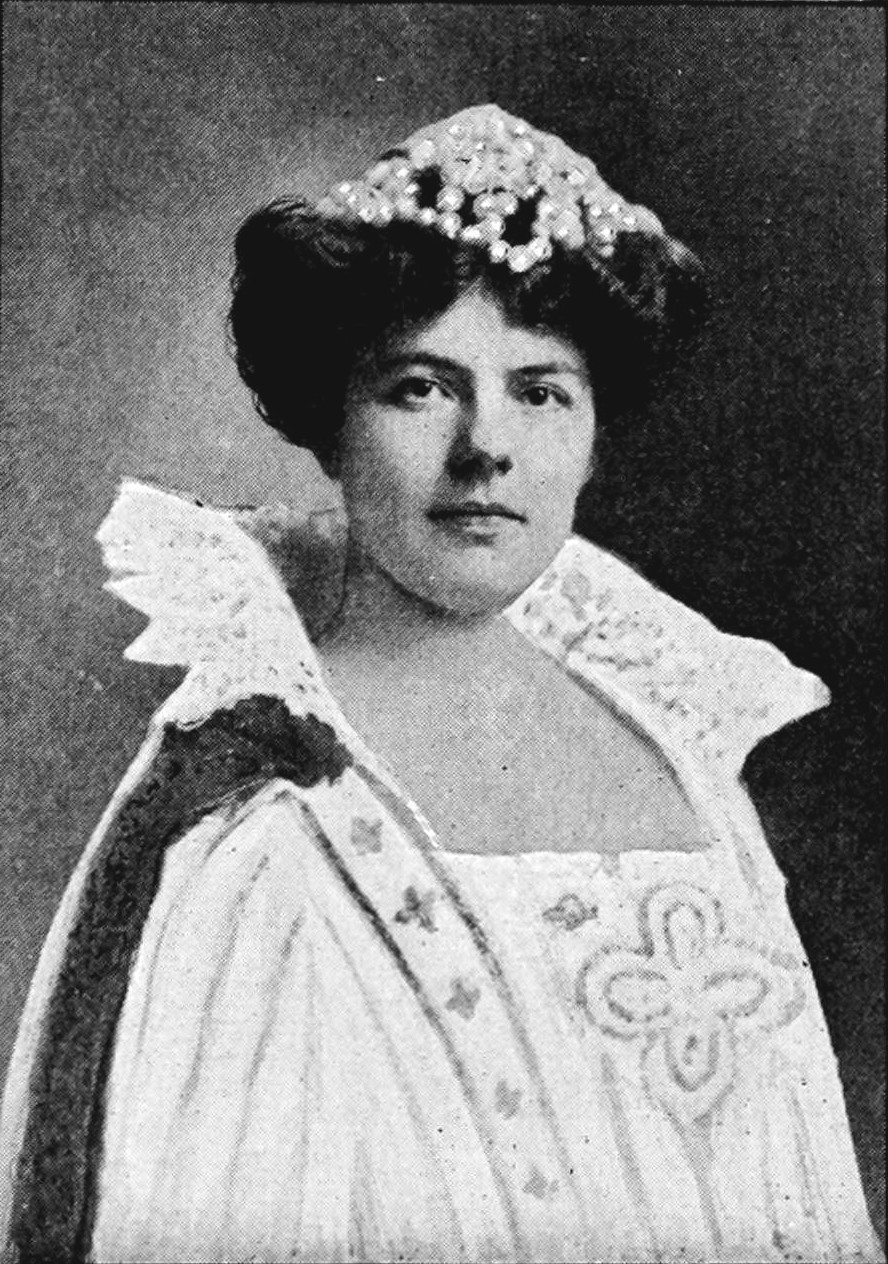
Urbain 1917
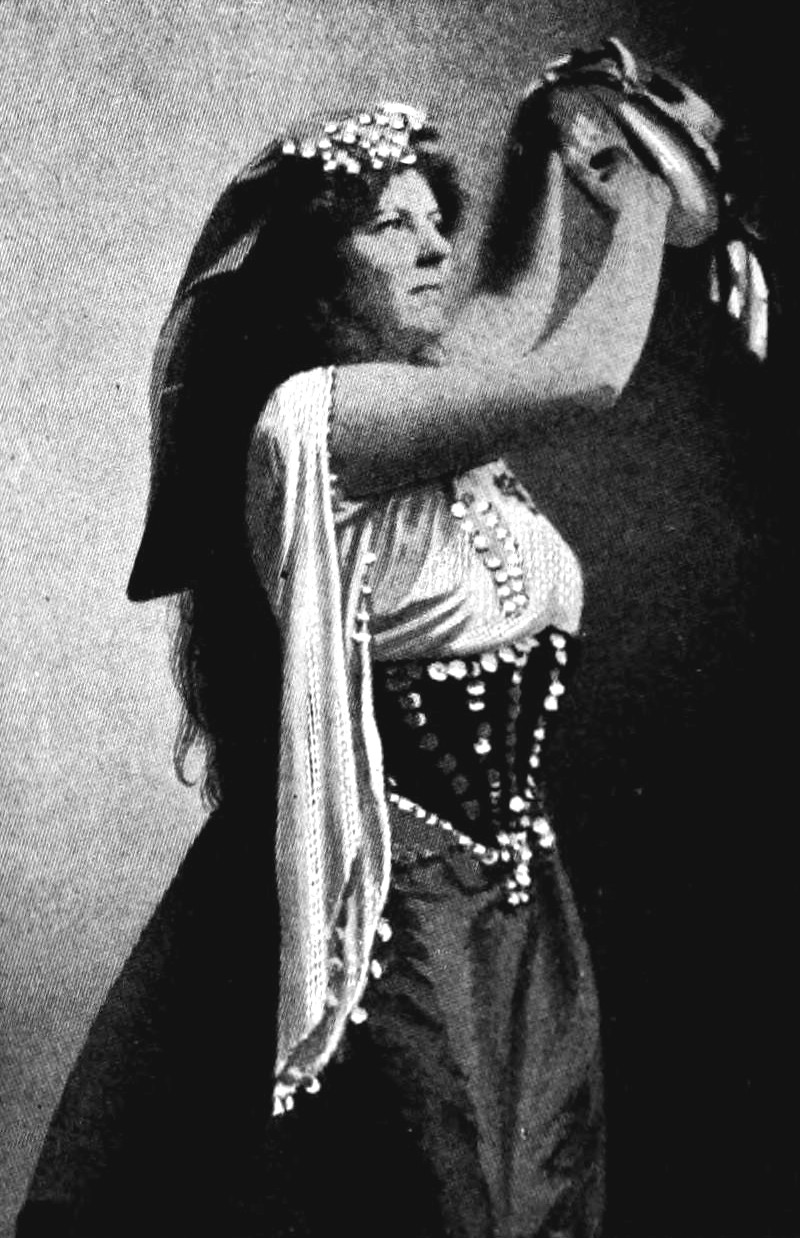
Maddalena 1917

An der Met sang sie neben den weltbesten Sängern ihrer Zeit – Mario Ancona, Enrico Caruso, Geraldine Farrar, Olive Fremstad, Amelita Galli-Curci und Beniamino Gigli. 1913 war sie wiederum an einer amerikanischen Erstaufführung beteiligt, sie verkörperte die Marina in Modest Mussorgskis Boris Godunow. Von 1920 bis 1925 gehörte die Sängerin dem Ensemble der Civic Opera Company in Chicago an, danach gastierte sie in San Francisco und Los Angeles. Die National League of Women Voters reihte sie 1923 und 1924 unter die zwölf bedeutendsten Frauen der Welt ein. Für zwei Spielzeiten – von 1927 bis 1929 – kehrte sie an die Met zurück. Ihre Abschiedsrolle war im November 1929 die Azucena in Verdis Troubadour. In den mehr als zwei Jahrzehnten ihrer Engagements an der Met sang sie dort 42 Rollen in 472 Vorstellungen. Dazu kamen noch viele Aufführungen auf den Tourneen der Met in zahlreichen Städten der USA, so dass sich eine Gesamtzahl von 734 Vorstellungen ergibt.
1930 verabschiedete sie sich von der Bühne, gab aber noch gelegentlich Konzerte, beispielsweise gemeinsam mit ihrer Tochter. Kutsch/Riemens beschreiben sie wie folgt: „Die Tonfülle und -schönheit ihrer Stimme wie deren nuancenreicher Ausdruck wurden immer wieder bewundert.“ Auch ihre „majestätische Präsenz auf der Bühne wurde allgemein bewundert.“ Das Grove Book of Opera Singers betonte „ihre hohe künstlerische Integrität“.
Ihre Tätigkeit im Konzertsaal, insbesondere die Zuwendung zur intimen Form des Lieds, stand während der aktiven Zeit im Schatten der überragenden und schillernden Bühnenkarriere. Sie sang die Alt-Soli in Chor-Orchesterwerken wie Händels Messias, Beethovens Neunter oder Rossinis Stabat Mater, auch Verdis Messa da Requiem. Sie gestaltete Lieder mit Klavierbegleitung aus dem europäischen Kanon, beispielsweise Werke Schuberts oder Die Loreley von
Heine und Liszt, auch amerikanische Folksongs und Kompositionen ihres Ehemannes. Auch Auszüge aus Operette und Unterhaltungsmusik nahm sie in ihre Programme auf und zeichnete sie auf, beispielsweise Sullivans The Lost Chord.

## Rollen (Auswahl)
Repertoire
| Boieldieu: - Marguerite in La dame blanche Boito: - Marta und Pantalis in Mefistofele Gluck: - Orpheus in Orfeo ed Euridice - Hass in Armide Gounod: - Siébel in Faust Engelbert Humperdinck: - Knusperhexe in Hänsel und Gretel - Hexe in Königskinder Mascagni: - Lola in Cavalleria rusticana Meyerbeer: - Urbain in Die Huguenotten - Fidès in Der Prophet Mozart: - Zweite Dame in der Zauberflöte Musorgski: - Marina in Boris Godunow |  | Ponchielli: - Laura Adorno in La Gioconda Puccini: - Suzuki in Madame Butterfly Saint-Saëns: - Dalila in Samson und Dalila Verdi: - Maddalena in Rigoletto - Ulrica in Ein Maskenball - Azucena in Il trovatore - Amneris in Aida - Mrs. Quickly in Falstaff Wagner: - Venus in Tannhäuser und der Sängerkrieg auf Wartburg - Ortrud im Lohengrin - Brangäne in Tristan und Isolde - Magdalene in Die Meistersinger von Nürnberg - Erda in Das Rheingold - Fricka und Schwertleite in Die Walküre - Erda im Siegfried - Floßhilde und Waltraute in Götterdämmerung - Kundry in Parsifal |

## Privatleben
Die Ehe mit Sidney Homer währte 52 Jahre, bis zu ihrem Tod. Das Paar hatte sechs Kinder, die Zwillinge Anne und Kathryn, Sidney Homer Jr., der Ökonom wurde, Kay, die Pianistin wurde, Louise Homer jr., die wie ihre Mutter Sängerin wurde, und Joy. Die Website FemBio schreibt: „Homers Privatleben widersprach allen Primadonnen-Klischees: Sie liebte ihren Gatten, ihre sechs Kinder und ihre Häuslichkeit über alles. Nach dem Tod ihrer jüngsten Tochter Joy 1946 war Homer gebrochen und starb kurze Zeit später an Herzversagen.“ Folgende Fotografien stammen von George Grantham Bain, einem berühmten New Yorker Reporter:

Mit dem Ehemann
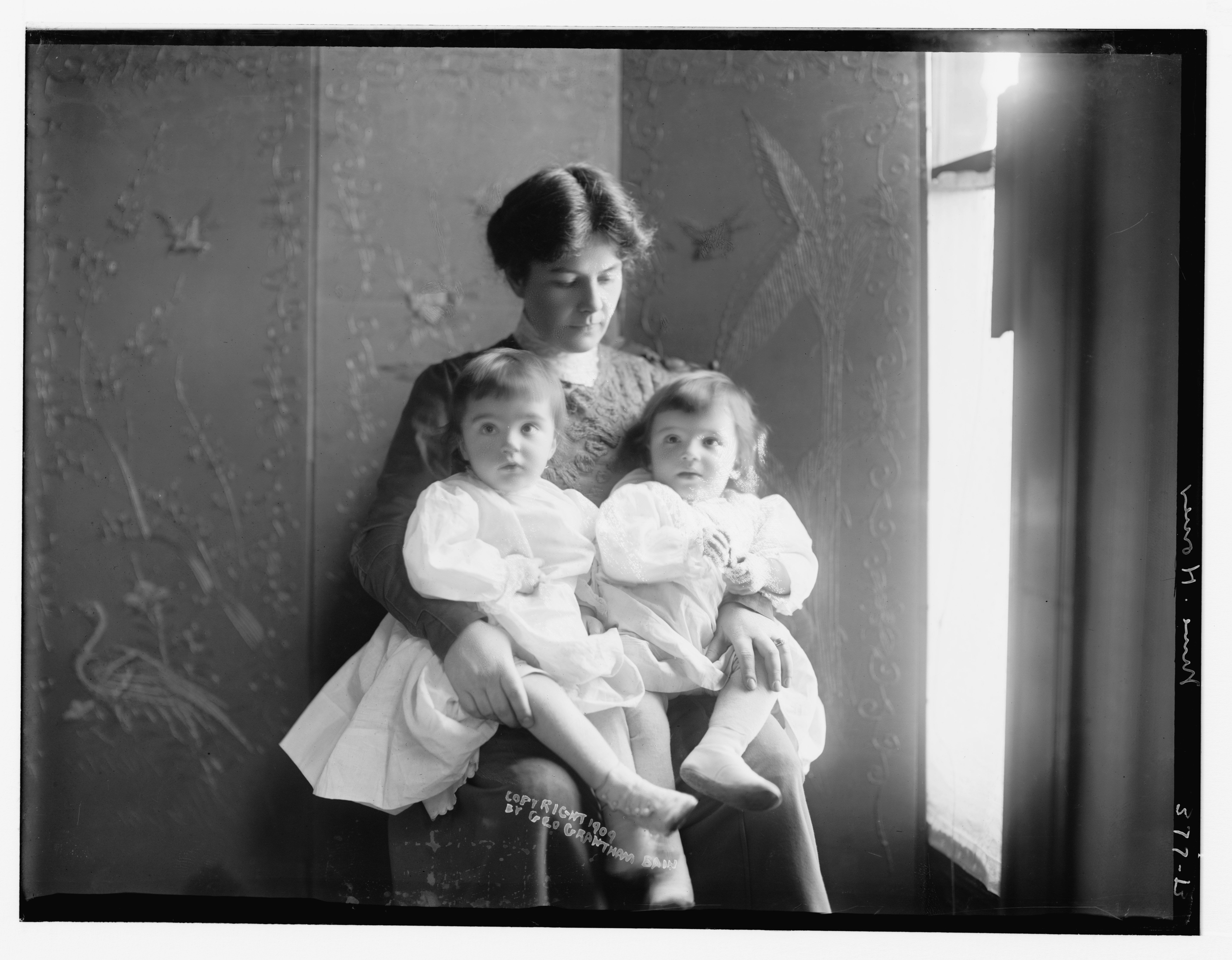
Mit den Zwillingen
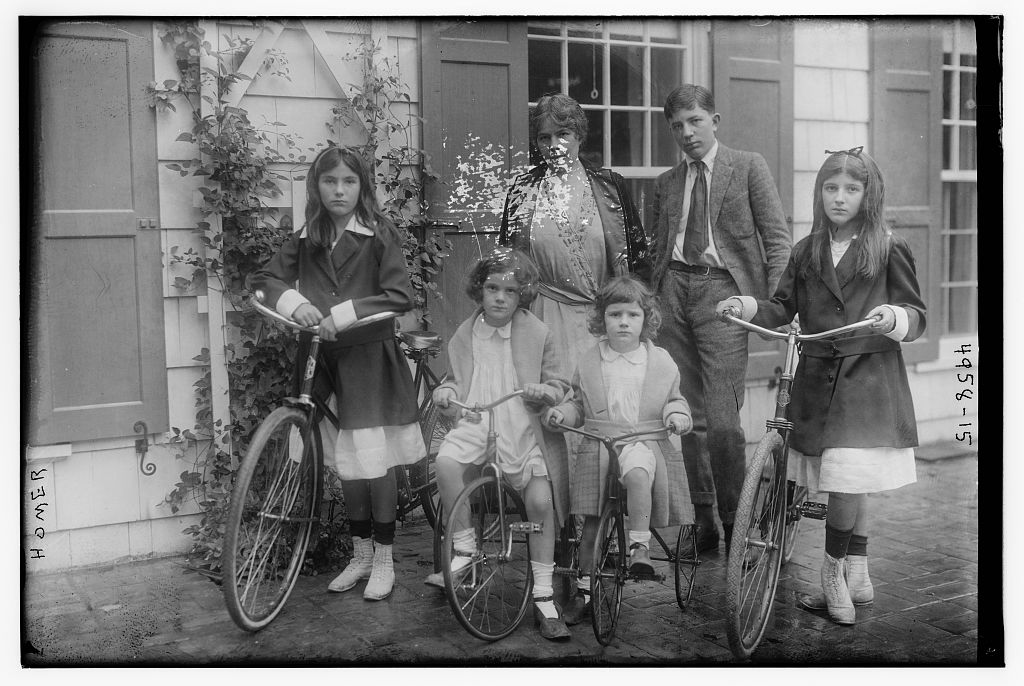
Im Kreis der Familie

Der Komponist Samuel Barber war ihr Neffe.
Ihr Ehemann und Tochter Anne schrieben Bücher über ihr Leben und ihre Laufbahn.

## Tondokumente (Auswahl)

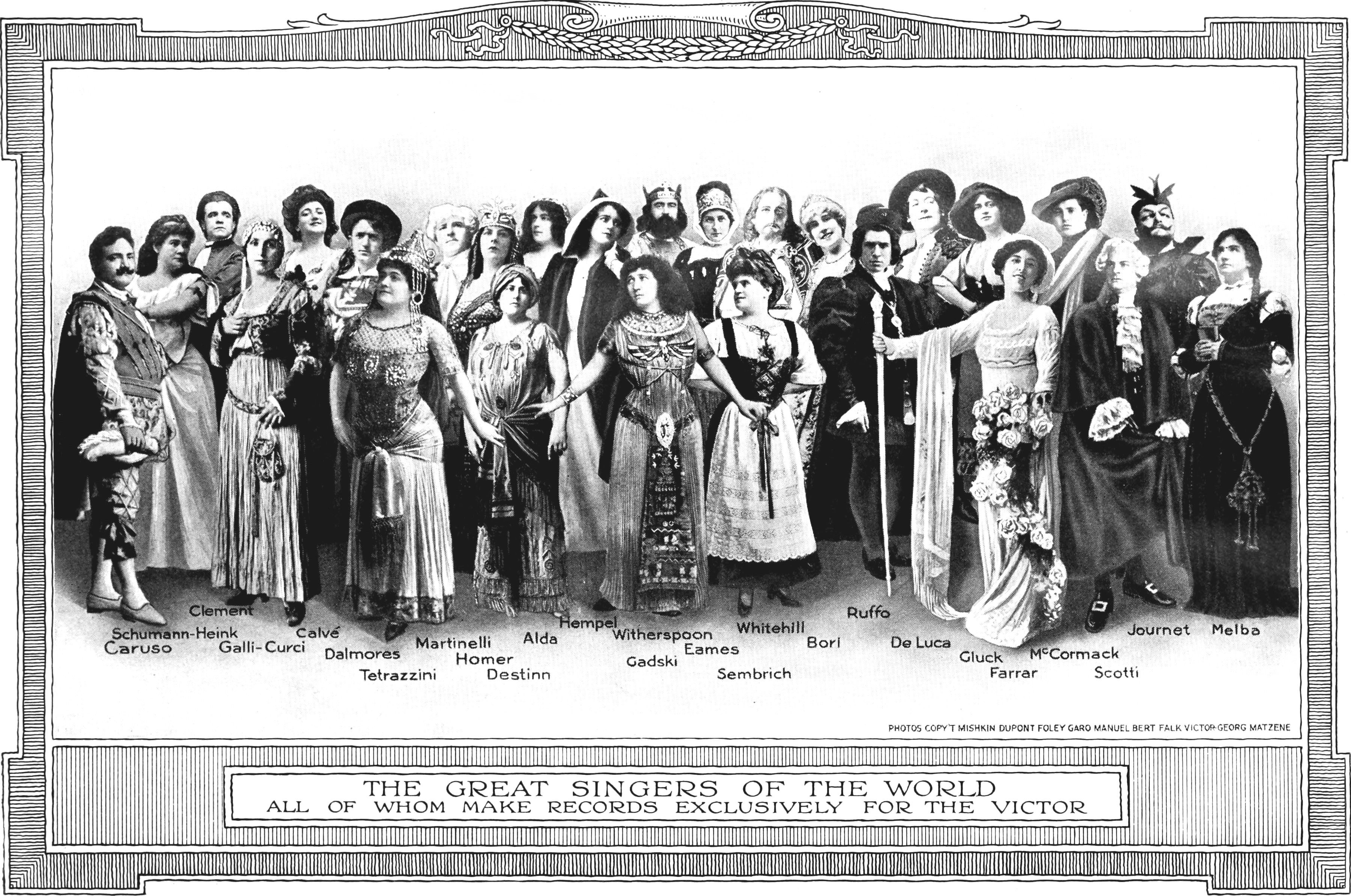
Die größten Sänger und Sängerinnen der Welt, Louise Homer im linken Drittel in der zweiten Reihe

Es bestehen zahlreiche Tondokumente, aufgezeichnet von Victor Records und Columbia Records.
Opernauszüge, Höhepunkte
- Puccini: Madama Butterfly, Met-Produktion von 1907 – Suzuki
- Verdi: Aida, Met-Aufführungen der Jahre 1909 bis 1913 – Amneris
- Verdi: Il trovatore – Azucena

Arien und Duette
- „Che Farò Senza Euridice“ aus Orfeo ed Euridice
- „Divinités Du Styx“ aus Alceste
- „Nobles Seigneurs, Salut!“ aus Les Huguenots
- „Mon Fils“ aus Le prophète
- „Mon coeur s'ouvre à ta voix“ und „Printemps qui commence“ aus Samson et Dalila[3]

Chor-Orchesterwerke
- Händel: Messiah – „O Thou That Tellest Good Tidings To Zion“, „He Shall Feed His Flock“, „He was Despised“[3]

Lieder, Folklore
- Flee as a Bird
- Just for Today

1970 erschien bei RTCA Victrola eine Kompilation mit dem Titel „Louise Homer – Profile Of The Golden Age Contralto“ mit Arien und Duetten aus Opern von Gluck, Händel, Humperdinck, Meyerbeer, Puccini, Saint-Saëns und Verdi.